# 大侠立志传
《大侠立志传》，又称《大侠立志传：碧血丹心》，是半瓶醋工作室开发、心动公司发行的武侠类半即时制单机游戏，于2023年3月8日在Steam发售。

## 介绍
在游戏中，玩家扮演一个初出茅庐的市井小人物，在江湖底层摸爬滚打，最终成长为大侠。游戏画面采用复古的像素风格，音乐上以东方古弦乐为主。在游戏开始时，玩家需将15点数分配到“臂力、体质、敏捷、悟性、福缘”五项属性，然后选择初始道具、初始特征和武器。不同的基础值会带来不同的优缺点，也会解锁新的特征。完成部分成就会解锁更多初始点数，满级能力也可以挑选数个继承至下一周目。游戏进程中还有品行、天赋、能力（技能熟练度）、武学（主被动技能）、武道（天赋树）等成长要素。游戏中没有明确的故事主线，并有大量随机的事件，玩家通过自己的选择来决定故事的剧情走向。
游戏存在各种城市、门派、势力，几乎所有的NPC都可互动，玩家可跟NPC结拜、结仇；可跟NPC交换、交易；可邀请NPC组队一起冒险探索。游戏的战斗机制是半即时制的战棋走格子，有自动战斗和四倍速功能，战斗直接在地图上进行，玩家需计算距离、技能和地形，利用功法、武器等方法赢下战斗。玩家可与最多五名队友共同制敌，也通过喂食动物让宠物加入战斗。除正面战斗，玩家可用潜行避开敌人的察觉，以此进行点穴、窃取、下毒等行为。游戏中有采集、采矿、砍伐、捕虫、驯兽、钓鱼、制造、炼制、鉴定、烹饪等各种生活技能和资源收集系统，这些技能系统与可承接的任务、可搜集的材料、可互动的NPC等进行联动。

## 发行和评价
游戏制作人半瓶神仙醋曾在2006年和2009年分别制作同人游戏《金庸群侠传2》、《金庸群侠传3》，后因个人工作等原因不再进行同人游戏制作。2021年4月7日，半瓶神仙醋在微博宣布制作独立游戏，是跨平台、付费一次性买断（不含未来DLC）的武侠角色扮演类单机游戏，为《金庸群侠传2》、《金庸群侠传3》的精神续作。2022年8月25日，半瓶神仙醋正式公布其团队开发的武侠游戏《大侠立志传》，并公布游戏的宣传视频。2023年2月7日至14日Steam新品节期间，游戏放出试玩Demo，半瓶神仙醋宣布游戏将在2023年上半年发售。3月3日，游戏官方宣布将在3月8日发售游戏的抢先体验版。3月8日，游戏正式在Steam发售抢先体验版。
游戏发售2小时后，成为Steam中国大陆区热销榜第三，在线人数超过8000人，在Steam评价为特别好评，114条评价中获得81%好评。17173给游戏打8.8分，表示“游戏能取悦到DOS时代的老玩家，未必能入现在的新玩家的法眼。老玩家看到画面自然是无比亲切，但对新玩家来说画风不一定好接受。我们将游戏大力推荐给喜爱群侠传游戏和仙剑游戏的玩家，谨慎推荐给那些从未接触过类似游戏的新玩家。”游侠网编辑FreeJoker表示：“本作是一款以‘江湖人生’为主题，针对性很强，且带有情怀的游戏。它并不完美，却很能产生共鸣。”3DMGAME给游戏打出8.0分，表示游戏的优点是“休闲的游戏氛围、深度的角色扮演玩法、‘攻击场景’的巧思、重玩多周目的价值”，缺点是“武功搭配深度不行、潜行玩法需优化、还要各处小修小补”。